# حاشية (خياطة)
الحاشِيَة في الخياطة هي طريقة تشطيب الملابس، حيث تُثنى حافة قطعة القماش وتُخاط لمنع انفكاكها ولضبط طولها، كما هو الحال في نهاية الكم أو أسفل الثوب.